# Serbelloni (familia)

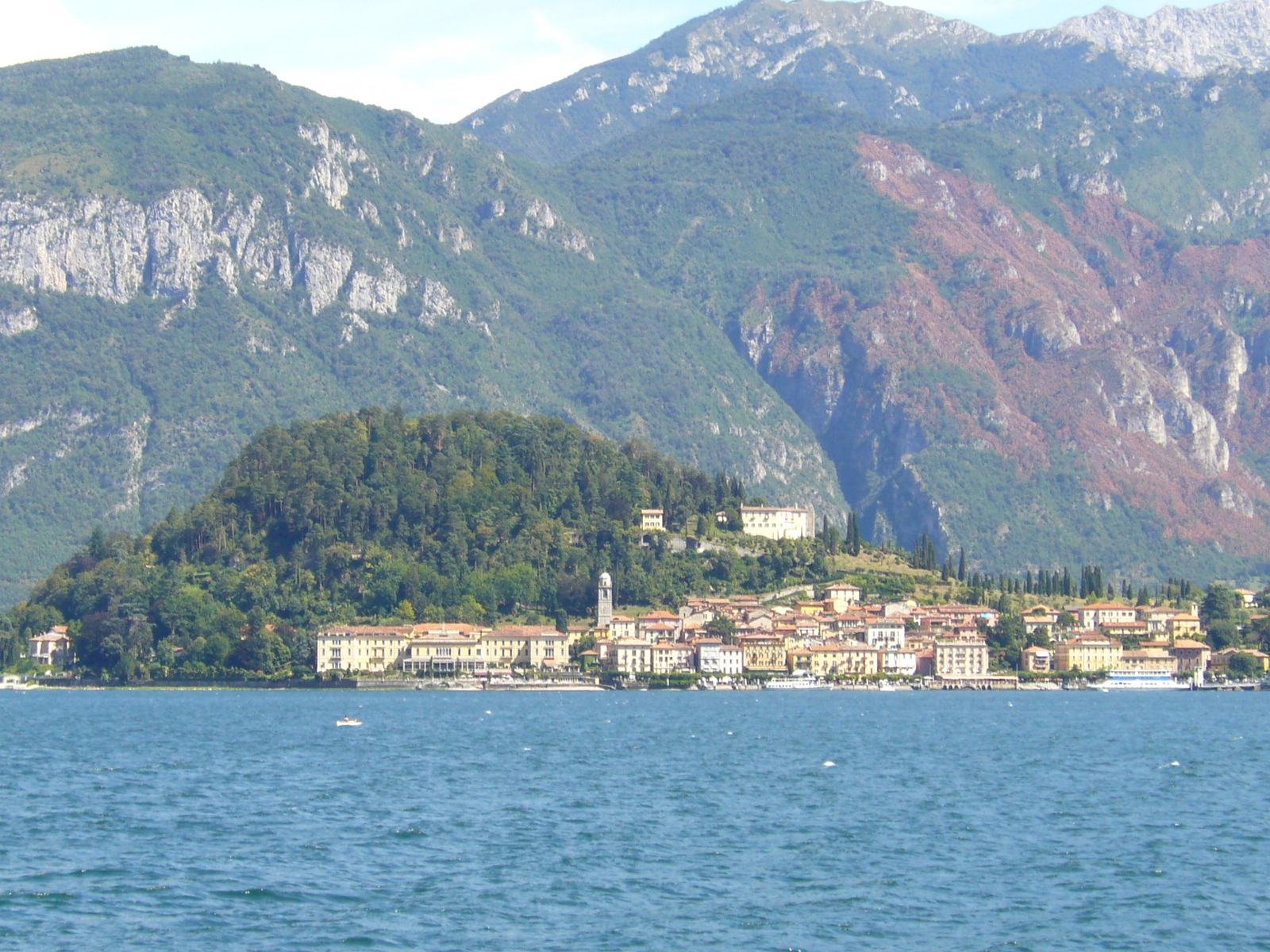
Vista de Bellagio. El edificio a la corona del cerro es Vila Serbelloni.

La familia Serbelloni (referenciada por cierta historiografía con la grafía de Sorbelloni) fue una importante familia patricia milanesa de origen catalán, (pasando por Vimercate), que sería la rama principal de tres ramas descendentes de una familia borgoñona con tres ramas tardías (XIV-XV) Hay la incongruencia de que de la familia Cervelló catalana hay referencias del siglo XI

## Historia

Escudo de Cervelló con el ciervo de los Serbelloni

Las primeras señales de la existencia de la familia Serbelloni se encuentran a Vimercate, ya desde finales del siglo XIV hay un tal Pietro dicho "Ser Bello" (de quien probablemente viene el apellido) y, según la documentación del Fondo Riva Finoli al Archivo de Estado de Milán, la familia resultaba ya ennoblecida con el tío del dedo Pietro, Vitale, que se casó el 1371con la noble Caterina de Capitani di Vimercate. Pietro se casó con la también noble Benvenuta Casati.
Los Serbelloni hacían parto del "sotobosque" de la nobleza Milanesa, trabajando como notables de la corte, manteniendo suaves relaciones con la misma, ostentando lugares de responsabilidad entre los laicos que dirigían las parroquias. Solamente después del matrimonio entre una Serbelloni y Bernardino de Médicos (recaudador de impuestos y financiero de pequeño nivel), en manera del todo inesperada, la familia entró a la nobleza. Efectivamente el hijo primogénito de la pareja fue Gian Giacomo Mèdici dicho el Medeghino, hecho Marqués de Musso y después, en sustitución, de Melegnano, general imperial y beneficiado del Toisó de oro, mientras que el segundo hijo fue Giovanni Àngelo, después pontífice con el nombre de Pius IV. Sus primos fueron siempre muy favorecidos de este parentesco.
Entre los primeros exponentes relevantes hay Gabrio Serbelloni, nombrado capitán de Giovanni Giacomo de Mèdici y más tarde, sea gracias a su primo, sea por evidentes méritos personales, general del imperio y del pontífice y su hermano menor Giovanni Antonio Serbelloni nombrado cardenal de Pío IV el 1560. El último exponente de relevo de la rama principal de la familia fue Gian Galeazzo Serbelloni (Milà, 1744 - 1802), educado por Parini, que formó parte del Directorio ejecutivo de la República Cisalpina.
Actualmente la rama principal está representada por los Cetti Serbelloni.

## Los palacios
A la familia se le debe de la construcción de importantes palacios en Milán (en particular el espléndido Palacio Serbelloni realizado por Simone Cantoni) y en el feudo de Gorgonzola.

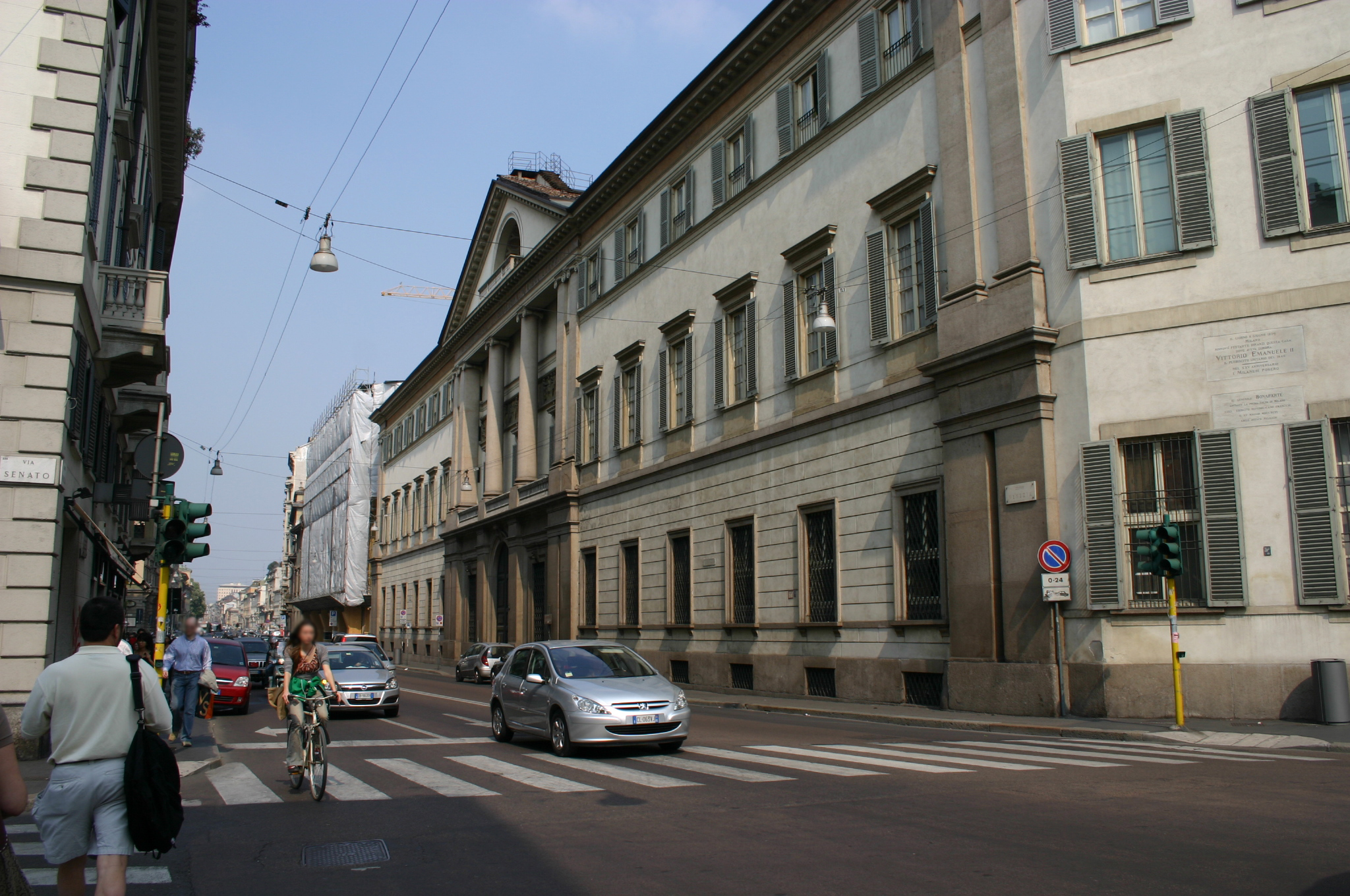
Palacio Serbelloni en Milán (1793).

## Duques de San Gabrio y condes de Castiglione (1581-hoy)

### Condes de Castiglione
- Giovanni Battista Serbelloni, I conde de Castiglione (hijo natural del condottiero Gabrio Serbelloni)
- Giovanni Serbelloni, II conde de Castiglione
- Gabrio Serbelloni, III conde de Castiglione

convertido en duque de San Gabrio

### Duques de San Gabrio (1684)
- Gabrio Giuseppe Serbelloni, I duque de San Gabrio, III conde de Castiglione (1635-1712)
- Giovanni Serbelloni, II duque de San Gabrio, IV conde de Castiglione (1665-1732), hijo del precedente
- Gabrio Serbelloni, III duque de San Gabrio, V conde de Castiglione (1693-1774), hijo del precedente
- Giovanni Galeazzo Serbelloni, IV duque de San Gabrio, VI conde de Castiglione (1744-1802), hijo del precedente
- Alessandro Serbelloni, V duque de San Gabrio, VII conde de Castiglione (1745-1826), hermano del precedente
- Ferdinando Serbelloni, VI duque de San Gabrio, VIII conde de Castiglione (1748-1835), hijo del precedente
- Giuseppe Marc Serbelloni, VII duque de San Gabrio, IX conde de Castiglione (?-?), primo del precedente
- Maria Serbelloni, VIII duquesa de San Gabrio, X condesa de Castiglione (?-?), hija del precedente
- Giuseppe Acribille-Serbelloni, IX duque de San Gabrio, XI conde de Castiglione (?-1918), hijo del precedente

## Condes de la Corte de Dovera (1579-inicio del XVIII siglo)
- Alessandro Serbelloni, I conde de la Corte de Dovera (hijo de Giovanni Battista, hermano del condottiero Gabrio Serbelloni)
- Carlo Francesco Serbelloni, II conde de la Corte de Dovera
- Gabrio Serbelloni, III conde de la Corte de Dovera
- Antonio Serbelloni, IV conde de la Corte de Dovera
- Paolo Serbelloni, V conde de la Corte de Dovera